# Marinus van der Lubbe

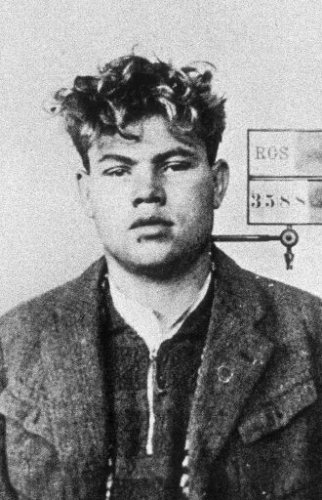
Polizeifoto kurz nach der Festnahme 1933

Marinus van der Lubbe (* 13. Januar 1909 in Leiden, Niederlande; † 10. Januar 1934 in Leipzig) war ein politisch links orientierter niederländischer Arbeiter, der am 27. Februar 1933 im brennenden Reichstagsgebäude in Berlin festgenommen wurde. Vor der Polizei legte er ein Geständnis über die Brandstiftung ab, in dem er angab, der alleinige Brandstifter gewesen zu sein. Dies wiederholte er auch als einer der Angeklagten im Reichstagsbrandprozess, der im September 1933 begann. Am 23. Dezember 1933 wurde van der Lubbe auf der Basis eines nach der Tat erlassenen, rückwirkenden Gesetzes wegen „Hochverrats in Tateinheit mit vorsätzlicher Brandstiftung“ durch das Reichsgericht in Leipzig zum Tode verurteilt; das Urteil wurde knapp drei Wochen später vollstreckt. Von 1967 bis 1983 wurde das Urteil von bundesdeutschen Gerichten mehrmals abgemildert, für ungültig erklärt oder in veränderter Form wieder bestätigt. Im Dezember 2007 wurde es auf der Grundlage des Gesetzes zur Aufhebung nationalsozialistischer Unrechtsurteile in der Strafrechtspflege von 1998 endgültig aufgehoben.
Die Nationalsozialisten nutzten den Reichstagsbrand als Vorwand, um mit der Reichstagsbrandverordnung und der Lex van der Lubbe gegen Anhänger von KPD und SPD vorgehen zu können. Im Reichstagsbrandprozess wurden auch vier weitere Personen angeklagt, aber aus Mangel an Beweisen freigesprochen.

## Jugend und politische Tätigkeit
Marinus van der Lubbe wurde am 13. Januar 1909 in Leiden geboren und wuchs mit zwei Brüdern in einer sehr armen Familie auf. Der Vater Franciscus Cornelis van der Lubbe war reisender Kaufmann, verließ die Familie nach einigen Jahren und verlor daraufhin das Sorgerecht. Die Mutter Petronella van Handel starb 1921, als van der Lubbe zwölf Jahre alt war. Anschließend lebte er sechs Jahre in der Familie seiner älteren Halbschwester in Oegstgeest. 1924 begann er in Leiden eine Ausbildung als Maurer. Wegen seiner körperlichen Stärke wurde er von Freunden „Dempsey“ genannt. 1925 erlitt van der Lubbe einen schweren Arbeitsunfall, während der Arbeit bekam er ungelöschten Kalk in seine Augen. Trotz Operation wurde seine Sehstärke stark beeinträchtigt. Er war beinahe erblindet und danach dauerhaft arbeitsunfähig. Van der Lubbe bezog eine Invaliditätsrente von wöchentlich 7,44 Gulden. Weil das zu wenig zum Leben war, musste er sich mit Gelegenheitsjobs etwas dazu verdienen. So half er unter anderem bei der Blumenzwiebelzucht aus, arbeitete als Laufbursche und in der Leidener Bahnhofsgaststätte.
1925/1926 wurde van der Lubbe Mitglied der Jugendorganisation der Kommunistischen Partei Hollands (CPH). Er organisierte Vorträge und Treffen für die Parteijugend. In dieser Zeit kam es zu Auseinandersetzungen zwischen van der Lubbe und den verschiedenen Behörden. 1930 warf er die Scheiben in der Sozialbehörde ein und erhielt dafür zwei Wochen Arrest. Er begann, die Arbeit der CPH zu kritisieren, die ihm nicht radikal genug war.
1931 plante er mit einem Freund eine Reise durch Europa, die er dann allein antrat. Im April 1931 hielt er sich einige Wochen in Berlin auf und soll hier ohne Erfolg ein Einreisevisum für die Sowjetunion beantragt haben. In die Niederlande kehrte van der Lubbe zu Fuß zurück, in Gronau verbüßte er wegen „unerlaubten Hausierens“ eine zweiwöchige Haftstrafe. Im Herbst des gleichen Jahres unternahm er eine Reise nach Budapest, im Frühjahr 1932 eine weitere, die ihn zunächst wieder dorthin, dann in die Tschechoslowakei und schließlich nach Polen führte, wo er angeblich versuchte, die Grenze zur Sowjetunion zu überschreiten. Am 12. Juni 1932 wurde van der Lubbe in Utrecht festgenommen. Er war während seiner Abwesenheit von einem Gericht zu einer Gefängnishaft von drei Monaten verurteilt worden, weil er in einem Wohlfahrtsamt eine Scheibe zerstört hatte. Im Herbst 1932 verschlimmerte sich van der Lubbes Augenleiden; er hielt sich deshalb mehrmals – zuletzt bis zum 28. Januar 1933 – in der Universitätsklinik Leiden auf. Seine Sehkraft betrug im Januar 1933 15 Prozent im linken Auge und 20 Prozent im rechten.
Im Januar 1933 erkrankt van der Lubbe an unheilbarer Augentuberkulose.
Nach dem Bruch mit der CPH schloss sich van der Lubbe der rätekommunistisch orientierten Gruppe Internationaler Kommunisten (GIC) an, einem Zerfallsprodukt des 1926 eingegangenen niederländischen KAPD-Ablegers KAPN. Sein ehemaliger Mitbewohner und Freund, der Student und GIC-Ideologe Piet van Albada, gab später an, van der Lubbe habe die CPH nunmehr „bekämpft“. Van der Lubbe begann, unter den Arbeitslosen in Leiden zu agitieren, und setzte sich für ihre Selbstorganisation ein. Darüber ergaben sich weitere Gefängnisstrafen für ihn.

## Reichstagsbrand, Prozess und Hinrichtung
Im Februar 1933 wurde van der Lubbe von „deutschen Freunden“ nach Berlin eingeladen. Nach Aussage seiner Vermieterin wurde er am 12. Februar von einem Deutschen aufgesucht; sein Bruder Jan fand eine mit „Fritz“ unterzeichnete Postkarte mit einschlägigem Inhalt. Einem Mitglied der GIC gegenüber, so Jan van der Lubbe, habe Marinus van der Lubbe seine Absicht, nach Berlin zu gehen, damit begründet, dass dort „wichtige Dinge passierten“. Er habe zudem gesagt, „dass in Berlin die Kameraden warteten und ihn zu dringender illegaler Arbeit brauchten“.
Am 18. Februar 1933 traf van der Lubbe in Berlin ein, wo er in einem Männerheim in der Alexandrinenstraße unterkam. Seine Aktivitäten während der folgenden neun Tage konnten bislang nur sehr lückenhaft rekonstruiert werden. Sicher scheint, dass van der Lubbe ihm bekannte Personen oder Kontaktadressen aufsuchte, die ihm von einem GIC-Mitglied ausgehändigt worden waren. Diese Verbindungen van der Lubbes wurden von den Ermittlern später gezielt aus dem Verfahren herausgehalten. Über van der Lubbes Auftreten in Berlin existiert eine Aufzeichnung des KAU-Aktivisten Alfred Weiland aus dem Jahr 1967:

„Ich forderte meine Freunde auf, sich noch am selben Tage [23. Februar] mit van der Lubbe zu treffen, um zu erfahren, was er wollte. (…) Van der Lubbe schlug vor, eine revolutionäre Aktion als Fanal zu starten, da er dafür bereits mehrere Gruppen zur tatkräftigen Unterstützung gefunden hatte. (…) Ich sagte meinen Freunden, dass van der Lubbe wahrscheinlich von jemandem aufgehetzt worden sei. Ich wusste, dass die Kommunisten in jener Zeit alle Mitglieder zu strengster Ruhe aufgefordert hatten. So lauteten auch unsere Direktiven. Wir bereiteten uns alle auf die Illegalität vor. Um genauer zu erfahren, was van der Lubbe plante, und da wir übereinstimmend der Meinung waren, dass an der ganzen Sache etwas nicht stimmte, sollte ich den Mann unter bester Absicherung persönlich sprechen (…). Van der Lubbe erschien [am 25. Februar gegen 21 Uhr in der Berliner Straße in Neukölln] aufgeregt und begann sofort, uns eine direkte Aktion vorzuschlagen. (…) Da ich wusste, dass Hitler gerade auf diese Art Aktionen gewartet hatte, um seine Drohungen gegen die Arbeiterbewegung wahrzumachen, konnte ich mich nicht zurückhalten und sagte van der Lubbe wörtlich: ,Du bist Provokateuren aufgesessen.‘ Darauf bin ich sofort weggegangen.“

Relativ gut belegt ist, dass sich van der Lubbe wiederholt im Neuköllner Erwerbslosenmilieu bewegte. Dabei hatte er nachweislich Kontakt zu Personen, von denen inzwischen bekannt ist, dass sie als Spitzel bzw. Agents Provocateurs der Politischen Polizei agierten – so zu einem Willi Hintze, der am 24. Februar die Gäste eines KPD-Verkehrslokals zu gewalttätigen Ausschreitungen gegen Beamte des Neuköllner Wohlfahrtsamtes aufforderte und zu diesem Zweck auch Waffen anbot. Nach eigenen Angaben beging van der Lubbe am Abend des 25. Februar drei kleinere Brandstiftungen: Am Wohlfahrtsamt Neukölln (gegen 18.30 Uhr), am Berliner Rathaus (gegen 19.15 Uhr) und am Berliner Schloss (gegen 20 Uhr). Am 26. Februar verließ er das Männerheim in der Alexandrinenstraße und begab sich nach Spandau. Die Nacht zum 27. Februar verbrachte er im Polizeiasyl von Hennigsdorf, einem kleinen Raum mit vier Schlafplätzen direkt im örtlichen Polizeirevier. Dort hielt sich in dieser Nacht eine weitere Person auf, deren Identität und Rolle später hinterfragt wurden.
Nach eigenen Angaben legte van der Lubbe am 27. Februar den Weg von Hennigsdorf ins Berliner Stadtzentrum zu Fuß zurück. Über seine Aktivitäten an diesem Tag gibt es keine gesicherten Erkenntnisse. Van der Lubbe gab in seiner Vernehmung an, nach Anbruch der Dunkelheit auf einen kleinen Balkon rechts von der großen Freitreppe des Reichstagsgebäudes geklettert zu sein, die Doppeltür zum Restaurant eingetreten zu haben und mithilfe von vier Packungen Kohlenanzündern mehrere Brandherde im Gebäude gesetzt zu haben. Zwischen 21.20 Uhr und 21.25 Uhr wurde er von dem Polizeiwachtmeister Helmut Poeschel im Bismarcksaal angetroffen und ließ sich widerstandslos festnehmen. Van der Lubbe wurde der Brandstiftung beschuldigt, welche er in den darauf folgenden Verhören auch zugab. Zur Aufklärung des Reichstagsbrandes setzte Hermann Göring eine Sonderkommission ein, die von Rudolf Braschwitz geleitet wurde. Dem insgesamt vierköpfigen Gremium gehörte neben Reinhold Heller auch der Kriminalbeamte Helmut Heisig an, der van der Lubbe wenige Stunden nach dem Brand als Erster verhörte. Am 9. März wurde gegen van der Lubbe und den damaligen Vorsitzenden der Reichstagsfraktion der KPD Ernst Torgler sowie die drei bulgarischen Kommunisten Georgi Dimitrow, Blagoi Popow und Wassil Tanew Anklage erhoben.
Der Prozess vor dem 4. Strafsenat des Reichsgerichts in Leipzig begann am 21. September 1933. Zahlreiche journalistische und juristische Prozessbeobachter bezeugten seither, dass van der Lubbe – den seine Vernehmer im Frühjahr 1933 noch als lebhaft, sehr gesprächig und „fixen Jungen“ beschrieben hatten – im Gerichtssaal von Anfang an völlig apathisch auftrat. Er sprach grundsätzlich sehr leise, auf an ihn gerichtete Fragen reagierte er meist nur mit einem knappen Ja oder Nein. Während des Prozesses beschleunigte sich van der Lubbes geistiger und körperlicher Verfall noch. Er saß oder stand meist vornübergebeugt, starrte auf den Boden und schien sogar außerstande zu sein, sich die Nase zu putzen. Er war blass, mitunter ging seine „Gesichtsfarbe schon leicht ins Grüne“. Zuletzt erschien sein zuvor auffällig abgemagertes Gesicht plötzlich stark aufgedunsen, während der Schlussplädoyers und der Urteilsverkündung schlief er ein. Die Ursache für diese Entwicklung van der Lubbes ist ungeklärt. Vermutet wurde unter anderem, dass er mit Brom vergiftet, hypnotisiert oder unter Drogen gesetzt worden sein könnte. Lediglich zweimal – am 37. und 42. Verhandlungstag – „erwachte“ van der Lubbe kurzzeitig aus seinem Dämmerzustand, woraufhin Senatspräsident Wilhelm Bünger die Verhandlung unterbrach bzw. vorzeitig beendete. Die Namen der für die Betreuung van der Lubbes verantwortlichen Ärzte, auf deren Tätigkeit der Assistent des psychiatrischen Gutachters Karl Bonhoeffer 1966 verwies, sind bis heute unbekannt.
Trotz seines schlechten physischen und psychischen Gesundheitszustandes wurde van der Lubbe am 23. Dezember 1933 wegen „Hochverrats in Tateinheit mit vorsätzlicher Brandstiftung“ zum Tode verurteilt. Die Mitangeklagten wurden mangels Beweisen freigesprochen, jedoch zunächst zur „Schutzhaft“ in ein Konzentrationslager eingeliefert. Das Todesurteil gegen van der Lubbe wurde am 10. Januar 1934 in Leipzig durch den Henker Alwin Engelhardt mit dem Fallbeil vollstreckt. Van der Lubbe verzichtete sowohl auf priesterlichen Beistand als auch auf die Möglichkeit, einen Abschiedsbrief zu verfassen. Er wurde auf dem Leipziger Südfriedhof anonym beerdigt.

## Das Verfahren gegen van der Lubbe in der bundesdeutschen Rechtsprechung nach 1945

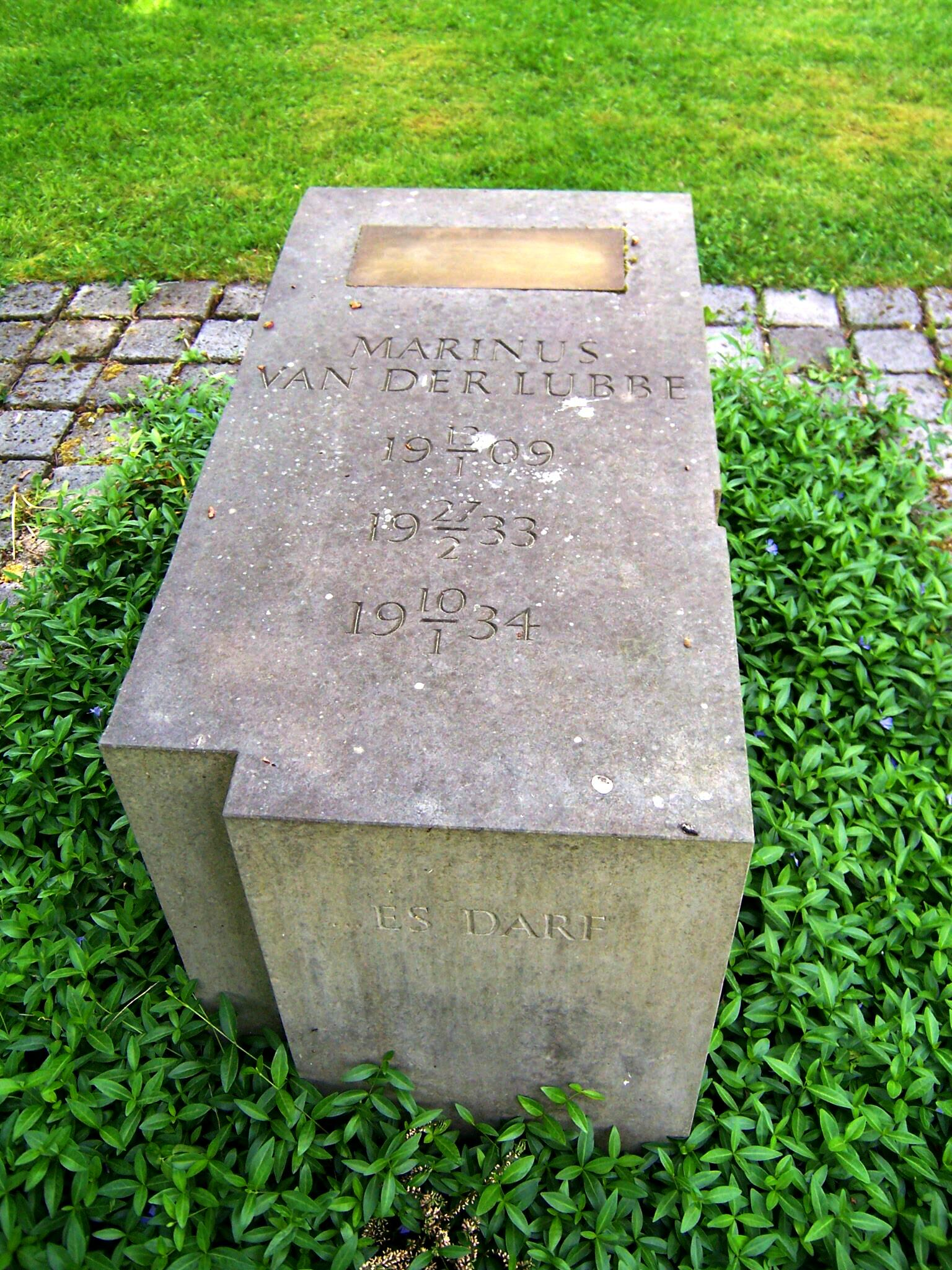
Gedenkstein für Marinus van der Lubbe auf dem Leipziger Südfriedhof

34 Jahre nach dem Reichstagsbrand wurde das Urteil 1967 vom Landgericht Berlin teilweise abgeändert und die Todesstrafe nachträglich zu einer Zuchthausstrafe von acht Jahren ermäßigt. Sowohl die Generalstaatsanwaltschaft als auch der Bruder Jan van der Lubbe legten hiergegen Beschwerde beim Kammergericht Berlin ein. Beide Beschwerden wurden vom 1. Strafsenat des Kammergerichts Berlin am 17. Mai 1968 verworfen. Nach Ansicht des Kammergerichts entfalle „jeder darauf gegründete Verdacht, dass die tatsächlichen Feststellungen im Urteil des Reichsgerichts vom 23. Dezember 1933 aus politischen Gründen unter Verletzung rechtsstaatlicher Grundsätze getroffen worden sind“.
Ein weiterer Wiederaufnahmeantrag von van der Lubbes Bruder Jan, vertreten durch Robert Kempner, den ehemaligen Mitankläger bei den Nürnberger Prozessen, hatte Erfolg. Im Jahre 1980 wurde das Reichsgerichtsurteil durch Beschluss des Landgerichts Berlin vollständig aufgehoben und van der Lubbe freigesprochen. Auf Beschwerde der Staatsanwaltschaft hob das Kammergericht diesen Beschluss des Landgerichts Berlin wieder auf, sodass es bei der teilweisen Aufhebung von 1967 blieb. Der Fall beschäftigte mehrmals den Bundesgerichtshof, der 1983 entschied, dass eine weitere Wiederaufnahme des Verfahrens unzulässig sei und der damalige Beschluss aus dem Jahre 1967 damit Bestand habe.
Am 6. Dezember 2007 stellte die Bundesanwaltschaft schließlich fest, „dass das Urteil gegen den im ‚Reichstagsbrandprozess’ verurteilten Marinus van der Lubbe aufgehoben ist“. Grundlage für die Feststellung war das NS-Unrechtsurteileaufhebungsgesetz aus dem Jahre 1998, nach dem Urteile aus der Zeit zwischen 1933 und 1945 von Amts wegen aufzuheben sind, wenn sie auf spezifischem nationalsozialistischen Unrecht beruhen.

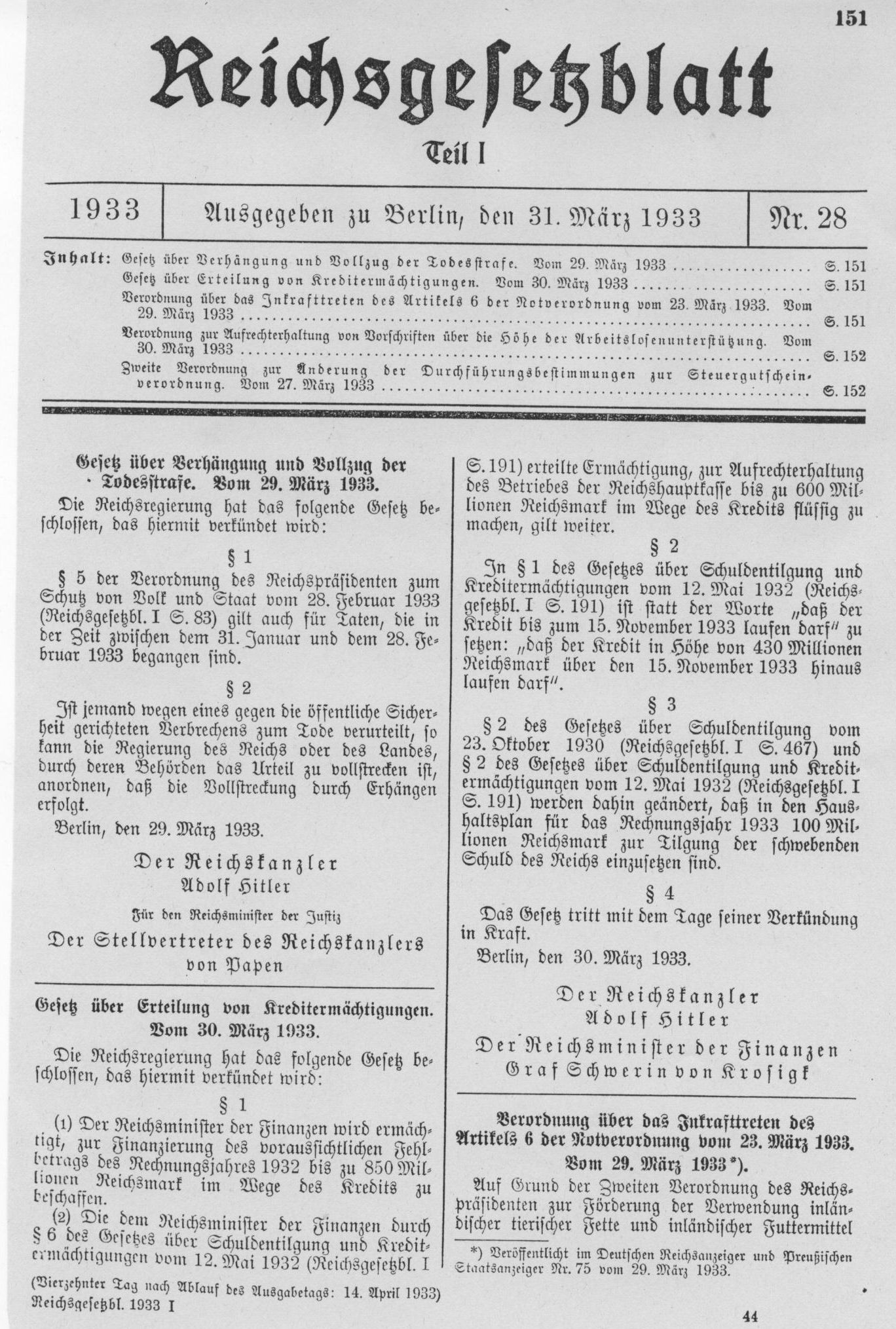
Reichsgesetzblatt 31. März 1933: Gesetz über Verhängung und Vollzug der Todesstrafe

## Schuldfrage
Bereits kurze Zeit nach der Verhaftung van der Lubbes gab es Zweifel an seiner tatsächlichen Schuld. Sein geistig verwirrtes Auftreten im Prozess ließ Zweifel aufkommen, ob er denn wirklich in der Lage gewesen sei, allein das Parlamentsgebäude anzuzünden, und ob demnach sein Geständnis glaubhaft sein könne. Darüber hinaus wurde auch seine Schuldfähigkeit bezweifelt. Vielfach wurde vermutet, dass man ihn zum Prozess absichtlich unter Drogen gesetzt habe.
Auf Kritik stieß auch, dass die Grundlage für das Todesurteil die erst nach der Tat in Kraft getretene Reichstagsbrandverordnung und die sogenannte Lex van der Lubbe waren. Die mit der Reichstagsbrandverordnung eingeführte Todesstrafe für Fälle schwerer Brandstiftung war zum Tatzeitpunkt im Deutschen Reich für dieses Vergehen nicht vorgesehen. Die nachträgliche Geltendmachung mit dem „Lex Lubbe“ genannten Gesetz über Verhängung und Vollzug der Todesstrafe vom 29. März 1933 widersprach auch der Weimarer Verfassung, denn der Gesetzgeber – die Reichsregierung unter Führung Adolf Hitlers – und das Gericht verstießen gegen das Verbot rückwirkender Gesetze (nulla poena sine lege), das seit dem 19. Jahrhundert in Deutschland ein fester Bestandteil des Rechtsstaates war.
Die Nationalsozialisten nahmen van der Lubbes Anwesenheit im brennenden Reichstag als Anlass für eine brutale Verfolgung ihrer Gegner. Schon kurz nach dem Brand setzte eine Welle von Verhaftungen ein, von der etwa 1500 Menschen – insbesondere Kommunisten – betroffen waren. Mit großem Propagandaaufwand wurde die Tat der KPD angelastet. Hitler nutzte die Gelegenheit, mit der Reichstagsbrandverordnung diejenigen Verfassungsartikel außer Kraft zu setzen, die bürgerliche Freiheiten garantierten. Diese Verordnung lieferte bis 1945 formal die Rechtsgrundlage für viele Maßnahmen gegen Personen und Vereinigungen, welche das nationalsozialistische Regime als Gegner einschätzte.

## Politische und geschichtswissenschaftliche Auseinandersetzungen
Ebenfalls unmittelbar nach der Tat setzte ein Streit über die Beweggründe und die politische Motivation van der Lubbes ein. Van der Lubbe selbst meinte in seinem umstrittenen Geständnis hierzu, dass er die Tat ganz allein unternommen habe, um die „deutsche Arbeiterschaft zum Widerstand gegen die kapitalistische Herrschaft und die faschistische Machtergreifung aufzurufen“.
Die Nationalsozialisten sahen in van der Lubbe vor allem den Kommunisten, der quasi nur zufällig Niederländer war. Sie benutzten den Reichstagsbrand als Vorwand, um gegen die deutschen Kommunisten vorgehen zu können.
Die deutschen Kommunisten ihrerseits distanzierten sich von van der Lubbe. Zwei Monate nach dem Reichstagsbrand brachten führende Mitglieder der KPD das „Braunbuch“ heraus, das in 17 Sprachen übersetzt wurde. Es befasst sich mit den Gräueltaten der Nazis, enthielt aber auch eine diffamierende Kampagne gegen die niederländischen Rätekommunisten. So wurde wahrheitswidrig behauptet, dass van der Lubbe im Auftrag oder zumindest nach Absprache mit den Nazis gehandelt habe, zudem wurde ihm vorgeworfen, ein „Lustknabe“ und ein Antisemit zu sein. Zudem wurde bestritten, dass van der Lubbe überhaupt politische Ziele mit seiner Tat verfolgt habe. Inhaltlich kritisierten die Kommunisten vor allem, dass die Tat zu wenig durchdacht gewesen sei und unmöglich zu einer Mobilisierung der Massen führen konnte. Im Gegenteil reduzierte sie die Möglichkeit für politischen Widerstand auf Null.
Als Reaktion auf das „Braunbuch“ erschien ebenfalls 1933 das „Roodboek“ (Rotbuch) in Amsterdam. Es wurde vom Internationale van der Lubbe Komitee herausgegeben, einer Organisation niederländischer Rätekommunisten und Anarchisten. Diese warfen darin der SPD und KPD vor, wegen ihrer Unfähigkeit, den Reichstagsbrand konstruktiv zu nutzen, und ihrer Distanzierung von van der Lubbe, „Verrat an der Arbeiterklasse“ begangen zu haben. Zugleich sollte mit Briefen und Tagebuchaufzeichnungen der politische Hintergrund der Tat verdeutlicht werden.
1959 veröffentlichte Fritz Tobias in einer Artikelserie im Spiegel die These, wonach Marinus van der Lubbe den Reichstag alleine und ohne Mittäter angezündet habe. Die „Alleintäter-These“, die Tobias 1962 in Form eines umfangreichen Buches bekräftigte, wurde allerdings im Jahre 1966 durch den Schweizer Geschichtsprofessor Walther Hofer und das sogenannte Luxemburger Komitee bestritten. Seitdem schwelt in der Geschichtswissenschaft eine (zeitweise sehr erbittert geführte) Kontroverse um die Urheberschaft der Reichstagsbrandstiftung. Eine Mehrheit der Historiker folgt dabei – bei unterschiedlicher Gewichtung der Rolle der Nationalsozialisten – der „Alleintäter-These“, eine Minderheit – darunter Alexander Bahar und Wilfried Kugel – bestreitet diese und geht von einer Hauptschuld des NS-Regimes aus. Der Historiker Hermann Graml wiederum hat sowohl an der These der Alleintäterschaft als auch an der Meinung, die Nationalsozialisten seien die Täter gewesen, erhebliche Zweifel. Die Debatte ist noch nicht beendet.
2019 wurde ein Dokument entdeckt, das Zweifel an der Alleintäter-These untermauert: Das frühere SA-Mitglied Hans-Martin Lennings gab im Jahr 1955 eine eidesstattliche Versicherung ab, in der er erklärte, van der Lubbe zum Reichstag gefahren zu haben. Bereits bei der Ankunft hätten er und ein Kollege Brandgeruch und Rauchschwaden wahrgenommen. Daher protestierte Lennings nach eigener Aussage mit anderen gegen die Festnahme van der Lubbes. Das Amtsgericht Hannover bestätigte die Echtheit der Niederschrift.

## Gedenken und Erinnerung

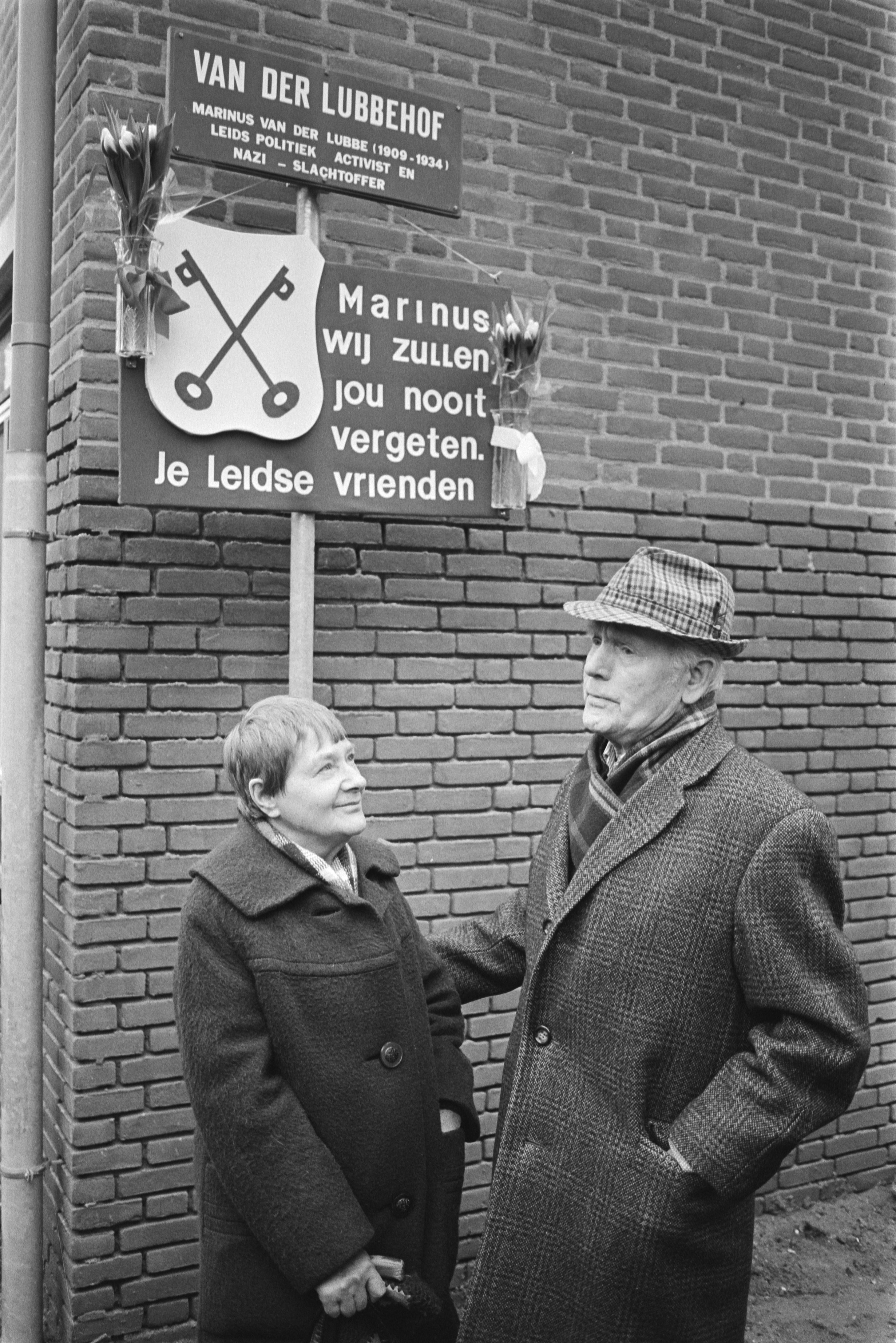
Enthüllung des Van-der-Lubbe-Hofs in der niederländischen Stadt Leiden (März 1984)

Vor allem in den Niederlanden wird an verschiedenen Plätzen an Marinus van der Lubbe erinnert. So beim Morspoort in Leiden. Hier steht ein Denkmal für Marinus van der Lubbe. Zwischen der Middelstegracht und der Uiterstegracht ist ein Neubaukomplex nach ihm benannt worden: der Van-Der-Lubbe-Hof. Er liegt einen Steinwurf von der Adresse entfernt, wo er kurze Zeit selbst wohnte. Am 27. Februar 2008, genau 75 Jahre nach dem Reichstagsbrand, enthüllte seine Heimatstadt Leiden im Van-der-Lubbe-Hof ein lebensgroßes Foto von ihm, welches auf einer emaillierten Platte gedruckt ist. Das Denkmal wurde von einer Initiative in Zusammenarbeit mit der Stadt Leiden realisiert und im Beisein von Elisabeth van der Lubbe, einer Nichte von Marinus van der Lubbe, enthüllt.
Auf dem Südfriedhof in Leipzig befindet sich ein Gedenkstein. Der Stein wurde von den niederländischen Künstlern Ron Sluik und Reinier Kurpershoek gestaltet und am 13. Januar 1999 in Abteilung VIII des Leipziger Südfriedhofes aufgestellt. Auf ihm ist unter anderem ein Vers aus van der Lubbes Gedicht Schönheit, Schönheit zu lesen.
Am 10. Januar 2024, dem 90. Todestag van der Lubbes, wurde eine Grabanlage auf dem Südfriedhof in Anwesenheit einiger Verwandter van der Lubbes eingeweiht. Sie besteht aus dem Stein von Sluik/Kurpershoek und einer Gedenktafel. Der Stein wurde um einige Meter versetzt und befindet sich nun genau über den sterblichen Überresten van der Lubbes.

## Exhumierung und toxikologisches Gutachten
Auf Betreiben der Paul-Benndorf-Gesellschaft zu Leipzig e. V., eines lokalen Vereins für Sepulkralkultur, sowie mit umfassender Unterstützung durch Mitarbeitende des Südfriedhofes wurden die sterblichen Reste von Marinus van der Lubbe am 25. Januar 2023, 89 Jahre nach dessen Hinrichtung, exhumiert.
Gerichtsmediziner des Universitätsklinikums Leipzig verifizierten den Leichnam anhand durchtrennter Halswirbel passend zur Enthauptung durch Fallbeil. Mit modernen toxikologischen Analysen wurde der Leichnam auf Rückstände von Drogen (z. B. auf den Wirkstoff Scopolamin) untersucht, um die These der Betäubung des Angeklagten während des Prozesses zu untersuchen. Nach der Untersuchung will der Verein den Gedenkstein neu platzieren. Das Ergebnis wurde im Juni 2023 veröffentlicht: Die Identität van der Lubbes wurde durch Abgleich des DNA-Profils mit dem eines Enkels von seinem Bruder bestätigt. Es ergaben sich keine Hinweise auf verabreichte Drogen.

## Künstlerische Rezeption
Im Jahr 1934 schrieb der niederländische Schriftsteller Willem Elsschot ein Gedicht mit dem Titel Van der Lubbe. Bertolt Brecht beschrieb 1941 in seinem allegorischen Theaterstück Der aufhaltsame Aufstieg des Arturo Ui einen Betrieb, in dem ein Angeklagter mit dem Namen van Fish auftritt – eine Anspielung auf van der Lubbe und den Reichstagsbrandprozess. In der Underground-Comix-Serie The Fabulous Furry Freak Brothers von Gilbert Shelton tritt gelegentlich die Marinus Van Der Lubbe international firebombing society („Internationale Marinus-Van-der-Lubbe-Brandstifter-Gesellschaft“) auf, eine Persiflage auf die linksradikale Militanz der 1970er Jahre. Das Lied Feurio! aus dem Jahre 1989 von den Einstürzenden Neubauten auf dem Album Haus Der Lüge setzt sich mit dem Reichstagsbrand und Marinus van der Lubbe auseinander.